# Liste der Reichstagsabgeordneten der Weimarer Republik (1. Wahlperiode)
Diese Liste gibt einen Überblick über alle Mitglieder des Deutschen Reichstages der 1. Wahlperiode nach der Reichstagswahl vom 6. Juni 1920.
Die Mandatszeit der Abgeordneten begann mit der konstituierenden Sitzung am 24. Juni 1920.
- KPD: 4
- USPD: 84
- SPD: 102
- DDP: 39
- BB: 4
- DHP: 5
- Z: 64
- BVP: 21
- DVP: 65
- DNVP: 71

## Zusammensetzung
Nach der Reichstagswahl vom 6. Juni 1920 setzte sich der Reichstag wie folgt zusammen:
| Fraktion     | Beginn der Legislaturperiode | Nach den Nachwahlen | Ende der Legislaturperiode | Zugänge | Abgänge | Saldo |
| ------------ | ---------------------------- | ------------------- | -------------------------- | --- | --- | ----- |
| SPD          | 113                          | 103                 | 171                        | 1.–67. Gruppe der im September 1922 von der USPD gewechselten Abgeordneten 68. Reich | – | +68   |
| USPD         | 81                           | 83                  | 2                          | 1. Brass 2. Däumig 3. Düwell 4. Fries 4. Geyer (Leipzig) 5. Geyer (Sachsen) 6. Hoffmann (Berlin) 7. Levi 8. Plettner 9. Teuber 10. Frau Wackwitz | 1. Bartz (Hannover) 2. Berthelé 3. Brass 4. Däumig 5. Düwell 6. Eckardt (Hannover) 7. Eichhorn 8. Fries 9. Geyer (Leipzig) 10. Geyer (Sachsen) 11. Herzfeld 12. Hoffmann (Berlin) 13. Höllein 14. Koenen 15. Malzahn 16. Plettner 17. Reich 18. Remmele 19. Stoecker 20. Teuber 21. Thomas 22. Frau Wackwitz 23. Hoffmann (Schmargendorf) 24. Brühl 25.–91.: Im September 1922 wechselten 67 Abgeordnete zur SPD | −81   |
| Zentrum      | 69                           | 64                  | 64                         | – | – | –     |
| DNVP         | 66                           | 71                  | 70                         | – | 1. Graf von Kanitz | −1    |
| DVP          | 62                           | 65                  | 65                         | – | – | –     |
| DDP          | 45                           | 39                  | 39                         | – | – | –     |
| BVP          | 20                           | 20                  | 20                         | – | – | –     |
| DHP          | 4                            | 5                   | 5                          | – | – | –     |
| BBB          | 4                            | 4                   | 4                          | – | – | –     |
| KPD          | 2                            | 4                   | 15                         | 1. Bartz (Hannover) 2. Berthelé 3. Brass 4. Däumig 5. Düwell 6. Eckardt (Hannover) 7. Eichhorn 8. Fries 9. Geyer (Leipzig) 10. Geyer (Sachsen) 11. Herzfeld 12. Hoffmann (Berlin) 13. Höllein 14. Koenen 15. Malzahn 16. Plettner 17. Reich 18. Remmele 19. Stoecker 20. Teuber 21. Thomas 22. Frau Wackwitz | 1. Brass 2. Däumig 3. Düwell 4. Fries 4. Geyer (Leipzig) 5. Geyer (Sachsen) 6. Hoffmann (Berlin) 7. Levi 8. Plettner 9. Reich 10. Teuber 11. Frau Wackwitz | +11   |
| fraktionslos | –                            | –                   | 3                          | 1. Graf von Kanitz 2. Hoffmann (Schmargendorf) 3. Brühl | – | +3    |
| gesamt       | 466                          | 459                 |                            | | |       |

## Präsidium
- Präsident des Reichstages: Paul Löbe (SPD)
- Erster Vizepräsident: Wilhelm Dittmann (USPD)
- Zweiter Vizepräsident: Johannes Bell (Zentrum)
- Dritter Vizepräsident: Hermann Dietrich (DNVP)
- Vierter Vizepräsident: Jakob Riesser (DVP) ab 11. Mai 1921

Der Präsident und die drei Vizepräsidenten wurden in der 2. Sitzung am 25. Juni 1920 gewählt; bis dahin leitete der Alterspräsident Heinrich Rieke (SPD) die Sitzungen des Reichstages. Nachdem ein Antrag mehrerer Fraktionen auf Wahl eines weiteren gleichberechtigten Vizepräsidenten erfolgreich war, wurde der Abgeordnete Jakob Riesser in der 104. Sitzung am 11. Mai 1921 zum Vizepräsidenten gewählt.

## Fraktionsvorsitzende
- SPD: Hermann Müller, Philipp Scheidemann, Otto Wels
- Zentrum: Karl Trimborn
- DVP: Gustav Stresemann
- USPD: Arthur Crispien

## Mitglieder
| Abgeordneter                        | Lebensdaten | Partei                                                      | Wahlkreis                      | Bemerkungen |
| ----------------------------------- | ----------- | ----------------------------------------------------------- | ------------------------------ | --- |
| Otto Adams                          | 1887–1966   | DVP                                                         | 25 (Düsseldorf-Ost)            | |
| Karl Aderhold                       | 1884–1921   | USPD                                                        | 18 (Süd-Hannover-Braunschweig) | verstorben am 20. Juni 1921 |
| Lore Agnes                          | 1876–1953   | USPD                                                        | 25 (Düsseldorf-Ost)            | ab September 1922 SPD |
| Helmuth Albrecht                    | 1885–1953   | DVP                                                         | 18 (Süd-Hannover-Braunschweig) | |
| Adolf Albrecht                      | 1855–1930   | USPD                                                        | 11 (Magdeburg)                 | ab September 1922 SPD |
| Joseph Allekotte                    | 1867–1944   | Zentrum                                                     | 26 (Düsseldorf-West)           | |
| Ludwig Alpers                       | 1866–1959   | DHP                                                         | 17 (Ost-Hannover)              | |
| Josef Andre                         | 1879–1950   | Zentrum                                                     | 34 (Württemberg)               | |
| Maria Ansorge                       | 1880–1955   | SPD                                                         | 08 (Breslau)                   | |
| Albert Arnstadt                     | 1862–1947   | Vereinigte Landwirtschaftliche Berufsvereinigung Thüringens | 13 (Thüringen)                 | DNVP |
| Siegfried Aufhäuser                 | 1884–1969   | USPD                                                        | Reichswahlvorschlag            | eingetreten nach der Neuwahl in den Wahlkreisen 1 (Ostpreußen) und 14 (Schleswig-Holstein) am 7. März 1921, ab September 1922 SPD                                                                                   |
| Georg Bachmann                      | 1885–1971   | DNVP                                                        | 29 (Franken)                   | |
| Benedikt Bachmeier                  | 1887–1970   | BBB                                                         | 28 (Niederbayern-Oberpfalz)    | |
| Max Bahr                            | 1848–1930   | DDP                                                         | 05 (Frankfurt a. O.)           | |
| Elise Bartels                       | 1880–1925   | SPD                                                         | 18 (Süd-Hannover-Braunschweig) | eingetreten am 1. August 1922 für Abg. Rieke |
| Georg Barth                         | 1876–1947   | DNVP                                                        | 33 (Chemnitz-Zwickau)          | |
| Franz Bartschat                     | 1872–1952   | DDP                                                         | 01 (Ostpreußen)                | ausgeschieden nach der Neuwahl im Wahlkreis 1 am 20. Februar 1921 |
| Wilhelm Bartz                       | 1881–1929   | USPD                                                        | 17 (Ost-Hannover)              | ab Ende 1920 KPD |
| Gustav Bauer                        | 1870–1944   | SPD                                                         | 11 (Magdeburg)                 | |
| Marie Baum                          | 1874–1964   | DDP                                                         | 14 (Schleswig-Holstein)        | ausgeschieden nach der Neuwahl im Wahlkreis 14 am 20. Februar 1921 |
| Carl Baumann                        | 1868–1939   | Zentrum                                                     | 23 (Köln-Aachen)               | |
| Gertrud Bäumer                      | 1873–1954   | DDP                                                         | 13 (Thüringen)                 | |
| Wilhelm Bazille                     | 1874–1934   | Württembergische Bürgerpartei                               | 34 (Württemberg)               | DNVP |
| Johannes Becker                     | 1875–1955   | Zentrum                                                     | 20 (Westfalen-Süd)             | |
| Johann Becker                       | 1869–1951   | DVP                                                         | 22 (Hessen-Darmstadt)          | |
| Roman Becker                        | 1879–1949   | SPD                                                         | 10 (Oppeln)                    | Mandat nach der Neuwahl im Wahlkreis 10 am 19. November 1922 erloschen |
| Georg Beckmann                      | 1868–1939   | USPD                                                        | 22 (Hessen-Darmstadt)          | ab September 1922 SPD |
| Margarete Behm                      | 1860–1929   | DNVP                                                        | 06 (Pommern)                   | |
| Franz Behrens                       | 1872–1943   | DNVP                                                        | 01 (Ostpreußen)                | |
| Hermann Beims                       | 1863–1931   | SPD                                                         | 11 (Magdeburg)                 | |
| Johannes Bell                       | 1868–1949   | Zentrum                                                     | 26 (Düsseldorf-West)           | |
| Ferdinand Bender                    | 1870–1939   | SPD                                                         | 11 (Magdeburg)                 | |
| Wilhelm Benecke                     | 1883–1962   | DVP                                                         | 02 (Berlin)                    | eingetreten am 29. Mai 1923 für Abg. D. Kahl |
| Emil Berndt                         | 1874–1954   | DNVP                                                        | 02 (Berlin)                    | |
| Eduard Bernstein                    | 1850–1932   | SPD                                                         | 03 (Potsdam II)                | |
| Georg Ernst Graf von Bernstorff     | 1870–1939   | Deutsch-Hannoversche Partei                                 | 17 (Ost-Hannover)              | |
| Johann-Heinrich Graf von Bernstorff | 1862–1939   | DDP                                                         | 14 (Schleswig-Holstein)        | eingetreten nach der Neuwahl im Wahlkreis 14 am 7. März 1921 |
| Georg Berthelé                      | 1877–1949   | USPD                                                        | Reichswahlvorschlag            | ab Ende 1920 KPD |
| August Beuermann                    | 1867–1930   | DVP                                                         | 09 (Liegnitz)                  | |
| Konrad Beyerle                      | 1872–1933   | BVP                                                         | 29 (Franken)                   | |
| Heinrich Beythien                   | 1873–1952   | DVP                                                         | 17 (Ost-Hannover)              | |
| Anton Bias                          | 1876–1945   | SPD                                                         | 10 (Oppeln)                    | Mandat nach der Neuwahl im Wahlkreis 10 am 19. November 1922 erloschen |
| Franz Biener                        | 1866–1940   | DNVP                                                        | 33 (Chemnitz-Zwickau)          | |
| Albert Billian                      | 1876–1954   | SPD                                                         | 14 (Schleswig-Holstein)        | ausgeschieden nach der Neuwahl im Wahlkreis 14 am 20. Februar 1921 |
| Joseph Bitta                        | 1856–1932   | Zentrum                                                     | 10 (Oppeln)                    | Mandat nach der Neuwahl im Wahlkreis 10 am 19. November 1922 erloschen |
| Johannes Blum                       | 1857–1946   | Zentrum                                                     | 26 (Düsseldorf-West)           | |
| Andreas Blunck                      | 1871–1933   | DDP                                                         | 14 (Schleswig-Holstein)        | ausgeschieden nach der Neuwahl im Wahlkreis 14 am 20. Februar 1921 |
| Wilhelm Bock                        | 1846–1931   | USPD                                                        | 13 (Thüringen)                 | ab September 1922 SPD |
| Friedrich Börschmann                | 1870–1941   | SPD                                                         | 01 (Ostpreußen)                | ausgeschieden nach der Neuwahl im Wahlkreis 1 am 20. Februar 1921 |
| Josef Böhm                          | 1865–1929   | BVP                                                         | Reichswahlvorschlag            | |
| Karl Böhme                          | 1877–1940   | DDP                                                         | 11 (Magdeburg)                 | |
| Eugen Bolz                          | 1881–1945   | Zentrum                                                     | 34 (Württemberg)               | |
| Franz Bornefeld-Ettmann             | 1881–1961   | Zentrum                                                     | 19 (Westfalen-Nord)            | |
| Alwin Brandes                       | 1866–1949   | USPD                                                        | 11 (Magdeburg)                 | ab September 1922 SPD |
| Otto Brass                          | 1875–1950   | USPD                                                        | 25 (Düsseldorf-Ost)            | ab Dezember 1920 KPD, ab Mitte 1922 USPD, ab September 1922 SPD |
| Otto Braun                          | 1872–1955   | SPD                                                         | 26 (Düsseldorf-West)           | |
| Adolf Braun                         | 1862–1929   | SPD                                                         | 29 (Franken)                   | |
| Friedrich Edler von Braun           | 1863–1923   | DNVP                                                        | 27 (Oberbayern-Schwaben)       | verstorben am 9. Mai 1923 |
| Heinrich Brauns                     | 1868–1939   | Zentrum                                                     | Reichswahlvorschlag            | |
| Rudolf Breitscheid                  | 1874–1944   | USPD                                                        | 04 (Potsdam I)                 | ab September 1922 SPD |
| Otto von Brentano di Tremezzo       | 1855–1927   | Zentrum                                                     | 22 (Hessen-Darmstadt)          | |
| Lorenz Breunig                      | 1882–1945   | USPD                                                        | Reichswahlvorschlag            | ab September 1922 SPD |
| August Brey                         | 1864–1937   | SPD                                                         | 18 (Süd-Hannover-Braunschweig) | |
| Alfred Brodauf                      | 1871–1946   | DDP                                                         | 33 (Chemnitz-Zwickau)          | |
| Elisabeth Brönner                   | 1880–1950   | DDP                                                         | 01 (Ostpreußen)                | ausgeschieden nach der Neuwahl im Wahlkreis 1 am 20. Februar 1921 |
| Arno Bruchardt                      | 1883–1945   | USPD                                                        | Reichswahlvorschlag            | ab September 1922 SPD |
| Paul Brühl                          | 1876–1950   | USPD                                                        | 04 (Potsdam I)                 | April 1922 Austritt aus der Fraktion |
| Wilhelm Bruhn                       | 1869–1951   | DNVP                                                        | 05 (Frankfurt a. O.)           | |
| Franz Brüninghaus                   | 1870–1951   | DVP                                                         | 33 (Chemnitz-Zwickau)          | |
| Ludwig Brunner                      | 1865–1950   | SPD                                                         | Reichswahlvorschlag            | |
| Reinhold Brunzel                    | 1866–1945   | SPD                                                         | 01 (Ostpreußen)                | ausgeschieden nach der Neuwahl im Wahlkreis 1 am 20. Februar 1921 |
| Walter Bubert                       | 1886–1950   | SPD                                                         | 16 (Weser-Ems)                 | eingetreten am 13. Januar 1923 für Abg. Waigand, ausgeschieden am 31. Oktober 1923 |
| Wilhelm Buck                        | 1869–1945   | SPD                                                         | 31 (Dresden-Bautzen)           | |
| Gustav Budjuhn                      | 1869–1939   | DNVP                                                        | Reichswahlvorschlag            | eingetreten am 14. Juni 1921 für Abg. Wiebel |
| Johannes Büll                       | 1878–1970   | DDP                                                         | 15 (Hamburg)                   | eingetreten am 6. Februar 1924 für Abg. Petersen |
| Eduard Burlage                      | 1857–1921   | Zentrum                                                     | 16 (Weser-Ems)                 | verstorben am 19. August 1921 |
| Wilhelm Busch                       | 1867–1923   | Zentrum                                                     | 23 (Köln-Aachen)               | verstorben am 18. Mai 1923 |
| Hermann Colshorn                    | 1853–1931   | DHP                                                         | 18 (Süd-Hannover-Braunschweig) | Hospitant des Zentrums |
| Carl Cremer                         | 1876–1953   | DVP                                                         | 12 (Merseburg)                 | |
| Arthur Crispien                     | 1875–1946   | USPD                                                        | 02 (Berlin)                    | ab September 1922 SPD |
| Hermann Cuno                        | 1857–1923   | DVP                                                         | 01 (Ostpreußen)                | eingetreten nach der Neuwahl im Wahlkreis 1 am 7. März 1921, verstorben am 21. März 1923 |
| Julius Curtius                      | 1877–1948   | DVP                                                         | 35 (Baden)                     | |
| Anton Damm                          | 1874–1962   | Zentrum                                                     | 35 (Baden)                     | |
| Diedrich Dannemann                  | 1874–1933   | DVP                                                         | 16 (Weser-Ems)                 | |
| Walther Dauch                       | 1874–1943   | DVP                                                         | 15 (Hamburg)                   | |
| Franz Dauer                         | 1873–1937   | BVP                                                         | 28 (Niederbayern-Oberpfalz)    | |
| Ernst Däumig                        | 1866–1922   | USPD                                                        | 03 (Potsdam II)                | ab Ende 1920 KPD, ab Frühjahr 1922 wieder USPD, verstorben am 4. Juli 1922 |
| Eduard David                        | 1863–1930   | SPD                                                         | 22 (Hessen-Darmstadt)          | |
| Bernhard Deermann                   | 1887–1982   | BVP                                                         | Reichswahlvorschlag            | Hospitant der BVP |
| Kurt Deglerk                        | 1879–1931   | DNVP                                                        | 08 (Breslau)                   | |
| Clemens von Delbrück                | 1856–1921   | DNVP                                                        | Reichswahlvorschlag            | verstorben am 18. Dezember 1921 |
| Carl Delius                         | 1874–1953   | DDP                                                         | 12 (Merseburg)                 | |
| Bernhard Dernburg                   | 1865–1937   | DDP                                                         | 03 (Potsdam II)                | |
| Sebastian Diernreiter               | 1875–1956   | BVP                                                         | 27 (Oberbayern-Schwaben)       | |
| Hermann Dietrich                    | 1879–1954   | DDP                                                         | 35 (Baden)                     | |
| Hermann Dietrich                    | 1856–1930   | DNVP                                                        | Reichswahlvorschlag            | |
| Carl Diez                           | 1877–1969   | Zentrum                                                     | 35 (Baden)                     | |
| Robert Dißmann                      | 1878–1926   | USPD                                                        | 21 (Hessen-Nassau)             | ab September 1922 SPD |
| Wilhelm Dittmann                    | 1874–1954   | USPD                                                        | 11 (Magdeburg)                 | ab September 1922 SPD |
| Friedrich Döbrich                   | 1872–1953   | Vereinigte Landwirtschaftliche Berufsvereinigung Thüringens | 13 (Thüringen)                 | DVP |
| Alexander Graf zu Dohna             | 1876–1944   | DVP                                                         | 01 (Ostpreußen)                | ausgeschieden nach der Neuwahl im Wahlkreis 1 am 20. Februar 1921 |
| Alwin Domsch                        | 1871–1954   | DNVP                                                        | 31 (Dresden-Bautzen)           | |
| Wilhelm Dorsch                      | 1868–1939   | DNVP                                                        | 22 (Hessen-Darmstadt)          | |
| Hedwig Dransfeld                    | 1871–1925   | Zentrum                                                     | Reichswahlvorschlag            | |
| Adelbert Düringer                   | 1855–1924   | DNVP                                                        | 35 (Baden)                     | |
| Wilhelm Dusche                      | 1863–1947   | DVP                                                         | 18 (Süd-Hannover-Braunschweig) | |
| Bernhard Düwell                     | 1891–1944   | USPD                                                        | 12 (Merseburg)                 | ab Ende 1920 KPD, ab Anfang 1922 USPD, ab September 1922 SPD |
| Emil Ebersbach                      | 1880–1946   | DNVP                                                        | 04 (Potsdam I)                 | eingetreten am 26. Februar 1923 für Abg. Hammer, ausgeschieden am 28. Februar 1923 |
| Carl Eckardt                        | 1882–1958   | USPD                                                        | 18 (Süd-Hannover-Braunschweig) | ab Ende 1920 KPD |
| Hermann Eger                        | 1877–1944   | Zentrum                                                     | 34 (Württemberg)               | eingetreten am 9. September 1921 für Abg. Erzberger |
| Otto Eggerstedt                     | 1886–1933   | SPD                                                         | 14 (Schleswig-Holstein)        | eingetreten nach der Neuwahl im Wahlkreis 14 am 7. März 1921 |
| Franz Ehrhardt                      | 1880–1956   | Zentrum                                                     | 10 (Oppeln)                    | |
| Emil Eichhorn                       | 1863–1925   | USPD                                                        | 02 (Berlin)                    | ab Ende 1920 KPD |
| Wilhelmine Eichler                  | 1872–1937   | SPD                                                         | 13 (Thüringen)                 | eingetreten am 16. September 1921 für Abg. Reißhaus |
| Georg Eisenberger                   | 1863–1945   | BBB                                                         | 27 (Oberbayern-Schwaben)       | |
| Erich Emminger                      | 1880–1951   | BVP                                                         | 27 (Oberbayern-Schwaben)       | |
| Anton Erkelenz                      | 1878–1945   | DDP                                                         | 25 (Düsseldorf-Ost)            | |
| Josef Ernst                         | 1882–1959   | USPD                                                        | 19 (Westfalen-Nord)            | ab September 1922 SPD |
| Joseph Ersing                       | 1882–1956   | Zentrum                                                     | 35 (Baden)                     | |
| Matthias Erzberger                  | 1875–1921   | Zentrum                                                     | 34 (Württemberg)               | ermordet am 26. August 1921 |
| Thomas Eßer                         | 1870–1948   | Zentrum                                                     | 23 (Köln-Aachen)               | eingetreten am 2. September 1921 für Abg. Trimborn |
| D. Otto Everling                    | 1864–1945   | DVP                                                         | 31 (Dresden-Bautzen)           | |
| Anton Fehr                          | 1881–1954   | BBB                                                         | 27 (Oberbayern-Schwaben)       | |
| Constantin Fehrenbach               | 1852–1926   | Zentrum                                                     | 35 (Baden)                     | |
| Franz Feilmayr                      | 1870–1934   | Zentrum                                                     | 34 (Württemberg)               | |
| Emil Felden                         | 1874–1959   | SPD                                                         | 16 (Weser-Ems)                 | eingetreten am 8. November 1923 für Abg. Bubert |
| Franz Feldmann                      | 1868–1937   | SPD                                                         | 08 (Breslau)                   | |
| Franz Feuerstein                    | 1866–1939   | SPD                                                         | 34 (Württemberg)               | |
| Friedrich Fick                      | 1863–1955   | DDP                                                         | Reichswahlvorschlag            | |
| Adolf Findeisen                     | 1859–1942   | DVP                                                         | 33 (Chemnitz-Zwickau)          | |
| Karl Fischer                        | 1871–1931   | DNVP                                                        | 35 (Baden)                     | |
| Richard Fischer                     | 1855–1926   | SPD                                                         | 02 (Berlin)                    | |
| Gustav Fischer                      | 1866–1925   | SPD                                                         | 18 (Süd-Hannover-Braunschweig) | |
| Hermann Fischer                     | 1873–1940   | DDP                                                         | Reichswahlvorschlag            | |
| Paul Fleischer                      | 1874–1960   | Zentrum                                                     | 01 (Ostpreußen)                | |
| Hermann Fleißner                    | 1865–1939   | USPD                                                        | 31 (Dresden-Bautzen)           | ab September 1922 SPD |
| Franz Fortmann                      | 1877–1935   | Zentrum                                                     | Reichswahlvorschlag            | |
| Max Frank                           | 1870–1933   | SPD                                                         | Reichswahlvorschlag            | eingetreten nach der Neuwahl in den Wahlkreisen 1 (Ostpreußen) und 14 (Schleswig-Holstein) am 7. März 1921, ausgeschieden am 9. April 1921                                                                          |
| Karl Franz                          | 1881–1967   | SPD                                                         | 08 (Breslau)                   | |
| Philipp Fries                       | 1882–1950   | USPD                                                        | 23 (Köln-Aachen)               | ab Ende 1920 KPD, ab Anfang 1922 USPD, ab September 1922 SPD |
| Milka Fritsch                       | 1867–1937   | DVP                                                         | 01 (Ostpreußen)                | eingetreten am 28. März 1923 für Abg. Cuno |
| Paul Frölich                        | 1884–1953   | KPD                                                         | Reichswahlvorschlag            | eingetreten nach der Neuwahl in den Wahlkreisen 1 (Ostpreußen) und 14 (Schleswig-Holstein) am 7. März 1921 |
| Karl Frohme                         | 1850–1933   | SPD                                                         | 14 (Schleswig-Holstein)        | |
| Max von Gallwitz                    | 1852–1937   | DNVP                                                        | Reichswahlvorschlag            | |
| Karl Gebhart                        | 1859–1921   | DVP                                                         | 30 (Pfalz)                     | verstorben am 29. April 1921 |
| Adolf Geck                          | 1854–1942   | USPD                                                        | 35 (Baden)                     | ab September 1922 SPD |
| Oskar Geck                          | 1867–1928   | SPD                                                         | 35 (Baden)                     | |
| Fritz Geisler                       | 1890–1945?  | DVP                                                         | 04 (Potsdam I)                 | |
| Franz Gerauer                       | 1869–1952   | BVP                                                         | 28 (Niederbayern-Oberpfalz)    | |
| Otto Gerig                          | 1885–1944   | Zentrum                                                     | 23 (Köln-Aachen)               | eingetreten am 28. Mai 1923 für Abg. Busch |
| Liborius Gerstenberger              | 1864–1925   | BVP                                                         | 29 (Franken)                   | |
| Otto Geßler                         | 1875–1955   | DDP                                                         | Reichswahlvorschlag            | |
| Friedrich Geyer                     | 1853–1937   | USPD                                                        | 32 (Leipzig)                   | ab Dezember 1920 KPD, ab 1921 USPD, ab September 1922 SPD |
| Curt Geyer                          | 1891–1967   | USPD                                                        | Reichswahlvorschlag            | ab Ende 1920 KPD, ab Anfang 1922 USPD, ab September 1922 SPD |
| Karl Giebel                         | 1878–1930   | SPD                                                         | 05 (Frankfurt a. O.)           | |
| Johannes Giesberts                  | 1865–1938   | Zentrum                                                     | 25 (Düsseldorf-Ost)            | |
| Alfred Gildemeister                 | 1875–1928   | DVP                                                         | 16 (Weser-Ems)                 | |
| Emil Girbig                         | 1866–1933   | SPD                                                         | 09 (Liegnitz)                  | |
| Walter Goetz                        | 1867–1958   | DDP                                                         | 32 (Leipzig)                   | |
| Georg Gothein                       | 1857–1940   | DDP                                                         | 08 (Breslau)                   | |
| Georg Gradnauer                     | 1866–1946   | SPD                                                         | Reichswahlvorschlag            | |
| Walther Graef                       | 1873–1937   | DNVP                                                        | 13 (Thüringen)                 | |
| Albrecht von Graefe                 | 1868–1933   | DNVP                                                        | 07 (Mecklenburg)               | |
| Alfred Grotjahn                     | 1869–1931   | SPD                                                         | Reichswahlvorschlag            | eingetreten am 26. April 1921 für Abg. Frank (Dortmund) |
| Martin Gruber                       | 1866–1936   | SPD                                                         | 27 (Oberbayern-Schwaben)       | |
| Theodor von Guérard                 | 1863–1943   | Zentrum                                                     | 24 (Coblenz-Trier)             | |
| Karl Anton Gutknecht                | 1859–1928   | DNVP                                                        | 15 (Hamburg)                   | |
| Wilhelm Haag                        | 1851–1926   | Württembergischer Bauern- und Weingärtnerbund               | 34 (Württemberg)               | DNVP |
| Ludwig Haas                         | 1875–1930   | DDP                                                         | 35 (Baden)                     | |
| Franz Hänse                         | 1866–1949   | DNVP                                                        | 13 (Thüringen)                 | eingetreten am 5. März 1921 für Abg. Mackeldey |
| August Josef Hagemann               | 1875–1950   | Zentrum                                                     | 16 (Weser-Ems)                 | eingetreten am 30. August 1921 für Abg. Burlage, ausgeschieden am 10. August 1922 |
| Eduard Hamm                         | 1879–1944   | DDP                                                         | 27 (Oberbayern-Schwaben)       | |
| Friedrich Hammer                    | 1861–1923   | DNVP                                                        | 04 (Potsdam I)                 | verstorben am 18. Februar 1923 |
| Heinrich Hansmann                   | 1861–1932   | SPD                                                         | 20 (Westfalen-Süd)             | |
| Friedrich Harte                     | 1872–1941   | DVP                                                         | 19 (Westfalen-Nord)            | |
| Joseph Hartleib                     | 1875–1949   | SPD                                                         | 18 (Süd-Hannover-Braunschweig) | |
| Rudolf Hartmann                     | 1856–1929   | DNVP                                                        | 10 (Oppeln)                    | Mandat nach der Neuwahl im Wahlkreis 10 am 19. November 1922 erloschen |
| Emil Hartwig                        | 1873–1943   | DNVP                                                        | 21 (Hessen-Nassau)             | |
| Frieda Hauke                        | 1890–1972   | SPD                                                         | 10 (Oppeln)                    | Mandat nach der Neuwahl im Wahlkreis 10 am 19. November 1922 erloschen |
| Conrad Haußmann                     | 1857–1922   | DDP                                                         | 34 (Württemberg)               | verstorben am 12. Februar 1922 |
| Wilhelm Heile                       | 1881–1969   | DDP                                                         | 18 (Süd-Hannover-Braunschweig) | |
| Georg Heim                          | 1865–1938   | BVP                                                         | 28 (Niederbayern-Oberpfalz)    | |
| Hugo Heimann                        | 1859–1951   | SPD                                                         | 02 (Berlin)                    | |
| Rudolf Heinze                       | 1865–1928   | DVP                                                         | 31 (Dresden-Bautzen)           | |
| Karl Helfferich                     | 1872–1924   | DNVP                                                        | 21 (Hessen-Nassau)             | |
| Carl August Hellmann                | 1870–1939   | SPD                                                         | 15 (Hamburg)                   | ausgeschieden am 21. Januar 1923 |
| Emil Hemeter                        | 1880–1945   | DNVP                                                        | 12 (Merseburg)                 | |
| Alfred Henke                        | 1868–1946   | USPD                                                        | 16 (Weser-Ems)                 | ab September 1922 SPD |
| Wilhelm Henning                     | 1879–1943   | DNVP                                                        | 16 (Weser-Ems)                 | |
| Paul Hensel                         | 1867–1944   | DNVP                                                        | 01 (Ostpreußen)                | eingetreten nach der Neuwahl im Wahlkreis 1 am 7. März 1921 |
| Karl Hepp                           | 1889–1970   | DVP                                                         | 21 (Hessen-Nassau)             | |
| Franz Herbert                       | 1885–1945   | BVP                                                         | 29 (Franken)                   | |
| Karl Herbert                        | 1883–1949   | Zentrum                                                     | 21 (Hessen-Nassau)             | |
| Oskar Hergt                         | 1869–1967   | DNVP                                                        | 09 (Liegnitz)                  | |
| Karl Hermann                        | 1886–1933   | DDP                                                         | 34 (Württemberg)               | eingetreten am 14. Februar 1922 für Abg. Haußmann, ausgeschieden am 31. März 1922 |
| Carl Herold                         | 1848–1931   | Zentrum                                                     | 19 (Westfalen-Nord)            | |
| Hugo Herrmann                       | 1879–1943   | DDP                                                         | 34 (Württemberg)               | eingetreten am 15. April 1922 für Abg. Hermann |
| Hans Herschel                       | 1875–1930   | Zentrum                                                     | 10 (Oppeln)                    | Mandat nach der Neuwahl im Wahlkreis 10 am 19. November 1922 erloschen |
| Paul Hertz                          | 1888–1961   | USPD                                                        | Reichswahlvorschlag            | ab September 1922 SPD |
| Joseph Herzfeld                     | 1853–1939   | USPD                                                        | 07 (Mecklenburg)               | ab Ende 1920 KPD |
| Max Heydemann                       | 1884–1956   | KPD                                                         | 01 (Ostpreußen)                | eingetreten nach der Neuwahl im Wahlkreis 1 am 7. März 1921 |
| Johannes Hieber                     | 1862–1951   | DDP                                                         | Reichswahlvorschlag            | eingetreten nach der Neuwahl in den Wahlkreisen 1 (Ostpreußen) und 14 (Schleswig-Holstein) am 7. März 1921 |
| Karl Hildenbrand                    | 1864–1935   | SPD                                                         | 34 (Württemberg)               | |
| Franz Hitze                         | 1851–1921   | Zentrum                                                     | Reichswahlvorschlag            | verstorben am 20. Juli 1921 |
| Gustav Hoch                         | 1862–1942   | SPD                                                         | 21 (Hessen-Nassau)             | |
| Anton Höfle                         | 1882–1925   | Zentrum                                                     | 19 (Westfalen-Nord)            | |
| Otto Hoetzsch                       | 1876–1946   | DNVP                                                        | 32 (Leipzig)                   | |
| Adolph Hoffmann                     | 1858–1930   | USPD                                                        | 02 (Berlin)                    | ab Ende 1920 KPD, ab Anfang 1922 USPD, Herbst 1922 SPD |
| Hedwig Hoffmann                     | 1863–1940   | DNVP                                                        | Reichswahlvorschlag            | eingetreten am 27. Dezember 1921 für Abg. von Delbrück |
| Johannes Hoffmann                   | 1867–1930   | SPD                                                         | 30 (Pfalz)                     | |
| Wilhelm Hoffmann                    | 1876–1942   | USPD                                                        | 02 (Berlin)                    | eingetreten am 1. Februar 1922 für Abg. Frau Zietz, später fraktionslos |
| Hermann Hofmann                     | 1880–1941   | BVP                                                         | 30 (Pfalz)                     | Zentrum |
| Arthur Hofmann                      | 1863–1944   | SPD                                                         | 13 (Thüringen)                 | |
| Emil Höllein                        | 1880–1929   | USPD                                                        | 13 (Thüringen)                 | ab Ende 1920 KPD |
| Rudolf ten Hompel                   | 1878–1948   | Zentrum                                                     | 19 (Westfalen-Nord)            | |
| Mathias Höner                       | 1883–1923   | Zentrum                                                     | 21 (Hessen-Nassau)             | verstorben am 7. November 1923 |
| August Horn                         | 1866–1925   | USPD                                                        | 06 (Pommern)                   | ab September 1922 SPD |
| Friedrich Otto Hörsing              | 1874–1937   | SPD                                                         | 10 (Oppeln)                    | Mandat nach der Neuwahl im Wahlkreis 10 am 19. November 1922 erloschen |
| Otto Hue                            | 1868–1922   | SPD                                                         | 20 (Westfalen-Süd)             | verstorben am 18. April 1922 |
| Alfred Hugenberg                    | 1865–1951   | DNVP                                                        | 19 (Westfalen-Nord)            | |
| Otto Hugo                           | 1878–1942   | DVP                                                         | 19 (Westfalen-Nord)            | |
| Oskar Hünlich                       | 1887–1963   | SPD                                                         | 16 (Weser-Ems)                 | |
| Heinrich Hüttmann                   | 1868–1928   | USPD                                                        | Reichswahlvorschlag            | eingetreten nach der Neuwahl in den Wahlkreisen 1 (Ostpreußen) und 14 (Schleswig-Holstein) am 7. März 1921, ab September 1922 SPD                                                                                   |
| Heinrich Imbusch                    | 1878–1945   | Zentrum                                                     | 20 (Westfalen-Süd)             | |
| Eduard Isenmann                     | 1860–1932   | Zentrum                                                     | 35 (Baden)                     | |
| Hermann Jäckel                      | 1869–1928   | USPD                                                        | 33 (Chemnitz-Zwickau)          | ab September 1922 SPD |
| Carl Jäcker                         | 1884–1974   | SPD                                                         | 01 (Ostpreußen)                | eingetreten nach der Neuwahl im Wahlkreis 1 am 7. März 1921 |
| Heinrich Jäcker                     | 1869–1949   | SPD                                                         | 25 (Düsseldorf-Ost)            | eingetreten am 2. Dezember 1920 für Abg. Thabor |
| Willy Jandrey                       | 1877–1945   | DNVP                                                        | 06 (Pommern)                   | |
| Alfred Janeba                       | 1869–1951   | Zentrum                                                     | 08 (Breslau)                   | |
| Alfred Janschek                     | 1874–1955   | SPD                                                         | 19 (Westfalen-Nord)            | |
| Heinrich Janson                     | 1869–1940   | DVP                                                         | 30 (Pfalz)                     | eingetreten am 4. Mai 1921 für Abg. Gebhart |
| Josef Jaud                          | 1878–1922   | BVP                                                         | 27 (Oberbayern-Schwaben)       | verstorben am 16. Mai 1922 |
| Philipp Johannsen                   | 1864–1937   | Schleswig-Holsteinische Bauern- und Landarbeiterdemokratie  | 14 (Schleswig-Holstein)        | Hospitant der DDP, ausgeschieden nach der Neuwahl im Wahlkreis 14 am 20. Februar 1921 |
| Joseph Joos                         | 1878–1965   | Zentrum                                                     | 23 (Köln-Aachen)               | |
| Marie Juchacz                       | 1879–1956   | SPD                                                         | 04 (Potsdam I)                 | |
| Paul Jungblut                       | 1878–1926   | Zentrum                                                     | 21 (Hessen-Nassau)             | eingetreten am 17. November 1923 für Abg. Höner |
| Ludwig Kaas                         | 1881–1952   | Zentrum                                                     | 24 (Coblenz-Trier)             | |
| D. Wilhelm Kahl                     | 1849–1932   | DVP                                                         | 02 (Berlin)                    | am 25. Mai 1923 Nachfolger für Abg. Edler von Braun (Oberbayern) (DNVP) im Wahlkreis 27 (Oberbayern-Schwaben) und Niederlegung des Mandats im Wahlkreis 2                                                           |
| Wilhelmine Kähler                   | 1864–1941   | SPD                                                         | 01 (Ostpreußen)                | ausgeschieden nach der Neuwahl im Wahlkreis 1 am 20. Februar 1921 |
| Hermann Kahmann                     | 1881–1943   | SPD                                                         | 31 (Dresden-Bautzen)           | |
| Eugen Kaiser                        | 1879–1945   | SPD                                                         | 21 (Hessen-Nassau)             | |
| Gerhard Graf von Kanitz             | 1884–1949   | DNVP                                                        | 01 (Ostpreußen)                | eingetreten nach der Neuwahl im Wahlkreis 1 am 7. März 1921, später fraktionslos |
| Hermann Käppler                     | 1863–1926   | SPD                                                         | 13 (Thüringen)                 | |
| Maria Karch                         | 1877–1958   | USPD                                                        | 05 (Frankfurt a. O.)           | ab September 1922 SPD |
| Siegfried von Kardorff              | 1873–1945   | DVP                                                         | 03 (Potsdam II)                | |
| August Karsten                      | 1888–1981   | USPD                                                        | 18 (Süd-Hannover-Braunschweig) | ab September 1922 SPD |
| Ernst Käselau                       | 1854–1938   | DVP                                                         | 14 (Schleswig-Holstein)        | eingetreten nach der Neuwahl im Wahlkreis 14 am 7. März 1921 |
| Wilhelm Keil                        | 1870–1968   | SPD                                                         | 34 (Württemberg)               | |
| Otto Keinath                        | 1879–1948   | DDP                                                         | Reichswahlvorschlag            | |
| Hans Arthur von Kemnitz             | 1870–1955   | DVP                                                         | 05 (Frankfurt a. O.)           | |
| Adolf Kempkes                       | 1871–1931   | DVP                                                         | 25 (Düsseldorf-Ost)            | |
| Johannes van den Kerkhoff           | 1876–1945   | DNVP                                                        | Reichswahlvorschlag            | |
| Andreas Kerschbaum                  | 1874–1933   | DDP                                                         | 29 (Franken)                   | |
| Friedrich Keubler-Böhm              | 1858–1942   | DVP                                                         | 12 (Merseburg)                 | |
| Karl Kirchmann                      | 1885–1967   | SPD                                                         | 06 (Pommern)                   | eingetreten am 21. Februar 1923 für Abg. Vogtherr |
| Florian Klöckner                    | 1868–1947   | Zentrum                                                     | 26 (Düsseldorf-West)           | |
| Gustav Kluwe                        | 1877–?      | SPD                                                         | 01 (Ostpreußen)                | eingetreten am 26. Juli 1920 für Abg. Frau Eschholz, ausgeschieden nach der Neuwahl im Wahlkreis 1 am 20. Februar 1921                                                                                              |
| Wilhelm Kniest                      | 1863–1951   | DDP                                                         | Reichswahlvorschlag            | |
| Wilhelm Koch                        | 1877–1950   | DNVP                                                        | 25 (Düsseldorf-Ost)            | |
| Johann Koch                         | 1873–1937   | Zentrum                                                     | Reichswahlvorschlag            | |
| Erich Koch                          | 1875–1944   | DDP                                                         | 16 (Weser-Ems)                 | |
| Wilhelm Koenen                      | 1886–1963   | USPD                                                        | 12 (Merseburg)                 | ab Dezember 1920 KPD |
| Max König                           | 1868–1941   | SPD                                                         | 20 (Westfalen-Süd)             | |
| Julius Kopsch                       | 1855–1935   | DDP                                                         | 09 (Liegnitz)                  | |
| Adolf Korell                        | 1872–1941   | DDP                                                         | 22 (Hessen-Darmstadt)          | |
| Theodor Körner                      | 1863–1933   | Württembergischer Bauern- und Weingärtnerbund               | 34 (Württemberg)               | DNVP |
| Alwin Körsten                       | 1856–1924   | SPD                                                         | 06 (Pommern)                   | verstorben am 10. März 1924 |
| Karl Korthaus                       | 1859–1933   | Zentrum                                                     | Reichswahlvorschlag            | eingetreten am 29. Juli 1921 für Abg. Hitze |
| Adolf Köster                        | 1883–1930   | SPD                                                         | 14 (Schleswig-Holstein)        | eingetreten nach der Neuwahl im Wahlkreis 14 am 7. März 1921 |
| Franz Kotzke                        | 1868–1931   | USPD                                                        | 05 (Frankfurt a. O.)           | ab September 1922 SPD |
| Theodor Kotzur                      | 1883–1953   | SPD                                                         | 01 (Ostpreußen)                | ausgeschieden nach der Neuwahl im Wahlkreis 1 am 20. Februar 1921 |
| Hermann Krätzig                     | 1871–1954   | SPD                                                         | 31 (Dresden-Bautzen)           | |
| Wilhelm Kröger                      | 1873–1932   | SPD                                                         | 07 (Mecklenburg)               | |
| Richard Krüger                      | 1880–1965   | SPD                                                         | 12 (Merseburg)                 | |
| Berthold Krüger                     | 1877–1941   | DNVP                                                        | 04 (Potsdam I)                 | |
| Josef Kubetzko                      | 1875–1938   | Zentrum                                                     | 10 (Oppeln)                    | Mandat nach der Neuwahl im Wahlkreis 10 am 19. November 1922 erloschen |
| Bernhard Kuhnt                      | 1876–1946   | USPD                                                        | 33 (Chemnitz-Zwickau)          | ab September 1922 SPD |
| Walther Kulenkampff                 | 1883–1929   | DVP                                                         | 11 (Magdeburg)                 | |
| Wilhelm Külz                        | 1875–1948   | DDP                                                         | 31 (Dresden-Bautzen)           | |
| Fritz Kunert                        | 1850–1931   | USPD                                                        | 12 (Merseburg)                 | ab September 1922 SPD |
| Franz Künstler                      | 1888–1942   | USPD                                                        | 03 (Potsdam II)                | ab September 1922 SPD |
| Alexander Kuntze                    | 1861–1939   | SPD                                                         | 06 (Pommern)                   | |
| Walther Lambach                     | 1885–1943   | DNVP                                                        | Reichswahlvorschlag            | |
| Franz Xaver Lang                    | 1867–1934   | BVP                                                         | 27 (Oberbayern-Schwaben)       | |
| Thusnelda Lang-Brumann              | 1880–1953   | BVP                                                         | 27 (Oberbayern-Schwaben)       | |
| Hermann Lange-Hegermann             | 1877–1961   | Zentrum                                                     | 19 (Westfalen-Nord)            | |
| Heinrich Langwost                   | 1874–1944   | DHP                                                         | 18 (Süd-Hannover-Braunschweig) | |
| Franz Laufkötter                    | 1857–1925   | SPD                                                         | 15 (Hamburg)                   | eingetreten am 29. Januar 1923 für Abg. Hellmann |
| Albert Lauscher                     | 1872–1944   | Zentrum                                                     | 23 (Köln-Aachen)               | |
| Wilhelm Laverrenz                   | 1879–1955   | DNVP                                                        | 02 (Berlin)                    | |
| Georg Ledebour                      | 1850–1947   | USPD                                                        | 02 (Berlin)                    | |
| Carl Legien                         | 1861–1920   | SPD                                                         | 14 (Schleswig-Holstein)        | verstorben am 26. Dezember 1920 |
| Johann Leicht                       | 1868–1940   | BVP                                                         | 29 (Franken)                   | |
| Bernhard Leopold                    | 1879–1962   | DNVP                                                        | 12 (Merseburg)                 | |
| Kurt Freiherr von Lersner           | 1883–1954   | DVP                                                         | 32 (Leipzig)                   | |
| Friedrich Lesche                    | 1863–1933   | SPD                                                         | 17 (Ost-Hannover)              | |
| Richard Leutheußer                  | 1867–1945   | DVP                                                         | 13 (Thüringen)                 | |
| Paul Levi                           | 1883–1930   | KPD                                                         | Reichswahlvorschlag            | ab Anfang 1922 USPD, ab September 1922 SPD |
| Otto Liese                          | 1866–1931   | DDP                                                         | Reichswahlvorschlag            | |
| Heinrich Lind                       | 1878–1941   | DNVP                                                        | 21 (Hessen-Nassau)             | |
| Richard Lipinski                    | 1867–1936   | USPD                                                        | 32 (Leipzig)                   | ab September 1922 SPD |
| Paul Löbe                           | 1875–1967   | SPD                                                         | 08 (Breslau)                   | |
| Heinrich Löffler                    | 1879–1949   | SPD                                                         | 10 (Oppeln)                    | Mandat nach der Neuwahl im Wahlkreis 10 am 19. November 1922 erloschen |
| Kurt Löwenstein                     | 1885–1939   | USPD                                                        | 03 (Potsdam II)                | ab September 1922 SPD |
| Josef Lübbring                      | 1876–1931   | SPD                                                         | 01 (Ostpreußen)                | |
| Marie-Elisabeth Lüders              | 1878–1966   | DDP                                                         | Reichswahlvorschlag            | ausgeschieden nach dem Urteil des Wahlprüfungsgerichts vom 9. Februar 1921; Reichswahlvorschlag, erneut eingetreten nach der Neuwahl in den Wahlkreisen 01 (Ostpreußen) und 14 (Schleswig-Holstein) am 7. März 1921 |
| Konrad Ludwig                       | 1880–1935   | USPD                                                        | 20 (Westfalen-Süd)             | ab September 1922 SPD |
| Michael Lukas                       | 1877–1955   | BVP                                                         | 28 (Niederbayern-Oberpfalz)    | |
| Paul Luther                         | 1868–1954   | DVP                                                         | 03 (Potsdam II)                | |
| Christel Machens                    | 1877–1941   | Zentrum                                                     | 18 (Süd-Hannover-Braunschweig) | eingetreten am 12. Dezember 1921 für Abg. Maxen |
| Erich W. Mackeldey                  | 1892–1945   | Vereinigte Landwirtschaftliche Berufsvereinigung Thüringens | 13 (Thüringen)                 | Hospitant der DNVP, ausgeschieden am 23. Februar 1921 |
| Carl Malke                          | 1874–1947   | DNVP                                                        | 05 (Frankfurt a. O.)           | |
| Gustav Malkewitz                    | 1861–1924   | DNVP                                                        | 06 (Pommern)                   | |
| Heinrich Malzahn                    | 1884–1957   | USPD                                                        | 02 (Berlin)                    | ab Ende 1920 KPD |
| Kurt Marcinowski                    | 1882–1945   | DNVP                                                        | Reichswahlvorschlag            | eingetreten am 4. März 1924 für Abg. Roesicke |
| Oskar Maretzky                      | 1881–1945   | DVP                                                         | 04 (Potsdam I)                 | |
| Wilhelm Marx                        | 1863–1946   | Zentrum                                                     | 25 (Düsseldorf-Ost)            | |
| Elsa Matz                           | 1881–1959   | DVP                                                         | 06 (Pommern)                   | |
| Wilhelm Maxen                       | 1867–1946   | Zentrum                                                     | 18 (Süd-Hannover-Braunschweig) | ausgeschieden am 1. Dezember 1921 |
| Fritz Maxin                         | 1885–1960   | DNVP                                                        | 01 (Ostpreußen)                | eingetreten nach der Neuwahl im Wahlkreis 1 am 7. März 1921 |
| Wilhelm Mayer                       | 1874–1923   | BVP                                                         | 27 (Oberbayern-Schwaben)       | verstorben am 6. März 1923 |
| Johannes Meerfeld                   | 1871–1956   | SPD                                                         | 23 (Köln-Aachen)               | |
| Heinrich Mehrhof                    | 1876–1946   | USPD                                                        | 13 (Thüringen)                 | ab September 1922 SPD |
| Richard Meier                       | 1878–1933   | SPD                                                         | 33 (Chemnitz-Zwickau)          | |
| Clara Mende                         | 1869–1947   | DVP                                                         | Reichswahlvorschlag            | |
| Wilhelm Merck                       | 1867–1929   | BVP                                                         | Reichswahlvorschlag            | |
| Hermann Merkel                      | 1878–1938   | USPD                                                        | 25 (Düsseldorf-Ost)            | ab September 1922 SPD |
| Peter Michelsen                     | 1866–1936   | SPD                                                         | 14 (Schleswig-Holstein)        | ausgeschieden nach der Neuwahl im Wahlkreis 14 am 20. Februar 1921 |
| Fritz Mittelmann                    | 1886–1932   | DVP                                                         | 06 (Pommern)                   | |
| Hans Mittwoch                       | 1875–1924   | USPD                                                        | Reichswahlvorschlag            | ab September 1922 SPD |
| Paul Moldenhauer                    | 1876–1947   | DVP                                                         | 23 (Köln-Aachen)               | |
| Hermann Molkenbuhr                  | 1851–1927   | SPD                                                         | 33 (Chemnitz-Zwickau)          | |
| Albrecht Morath                     | 1880–1942   | DVP                                                         | Reichswahlvorschlag            | |
| Julius Moses                        | 1868–1942   | USPD                                                        | 02 (Berlin)                    | ab September 1922 SPD |
| Otto Most                           | 1881–1971   | DVP                                                         | 26 (Düsseldorf-West)           | |
| Paula Mueller                       | 1865–1946   | DNVP                                                        | Reichswahlvorschlag            | |
| Hermann Müller                      | 1876–1931   | SPD                                                         | 29 (Franken)                   | |
| D. Reinhard Mumm                    | 1873–1932   | DNVP                                                        | 20 (Westfalen-Süd)             | |
| Josef Nacken                        | 1860–1922   | Zentrum                                                     | 23 (Köln-Aachen)               | verstorben am 25. Mai 1922 |
| Anna Nemitz                         | 1873–1962   | USPD                                                        | 09 (Liegnitz)                  | ab September 1922 SPD |
| Karl Neuhaus                        | 1880–1947   | DNVP                                                        | 25 (Düsseldorf-Ost)            | |
| Agnes Neuhaus                       | 1854–1944   | Zentrum                                                     | 20 (Westfalen-Süd)             | |
| Matthias Neyses                     | 1872–1946   | Zentrum                                                     | 24 (Coblenz-Trier)             | |
| Ernst Oberfohren                    | 1881–1933   | DNVP                                                        | 14 (Schleswig-Holstein)        | |
| Karl Obermeyer                      | 1874–1955   | SPD                                                         | 25 (Düsseldorf-Ost)            | |
| Richard Oertel                      | 1860–1932   | DVP                                                         | 24 (Coblenz-Trier)             | |
| Walter Oettinghaus                  | 1883–1950   | USPD                                                        | 20 (Westfalen-Süd)             | ab September 1922 SPD |
| Katharina von Oheimb                | 1879–1962   | DVP                                                         | 11 (Magdeburg)                 | |
| Karl Okonsky                        | 1880–1974   | SPD                                                         | 10 (Oppeln)                    | |
| Hermann Pachnicke                   | 1857–1935   | DDP                                                         | 04 (Potsdam I)                 | |
| Friedrich Peine                     | 1871–1952   | SPD                                                         | 17 (Ost-Hannover)              | |
| Theodor Pennemann                   | 1861–1932   | Zentrum                                                     | 16 (Weser-Ems)                 | |
| Richard Perner                      | 1876–1955   | SPD                                                         | 14 (Schleswig-Holstein)        | eingetreten am 19. Januar 1921 für Abg. Legien, ausgeschieden nach der Neuwahl im Wahlkreis 14 am 20. Februar 1921                                                                                                  |
| Carl Wilhelm Petersen               | 1868–1933   | DDP                                                         | 15 (Hamburg)                   | ausgeschieden am 30. Januar 1924 |
| Maximilian Pfeiffer                 | 1875–1926   | Zentrum                                                     | 02 (Berlin)                    | |
| Antonie Pfülf                       | 1877–1933   | SPD                                                         | 27 (Oberbayern-Schwaben)       | |
| Albrecht Philipp                    | 1883–1962   | DNVP                                                        | 32 (Leipzig)                   | |
| Heinrich Pieper                     | 1881–1960   | USPD                                                        | 20 (Westfalen-Süd)             | ab September 1922 SPD |
| Karl Pinkau                         | 1859–1922   | SPD                                                         | 32 (Leipzig)                   | verstorben am 24. August 1922 |
| Carl Anton Piper                    | 1874–1938   | DVP                                                         | 07 (Mecklenburg)               | |
| Hans Plettner                       | 1887–1961   | USPD                                                        | Reichswahlvorschlag            | ab Ende 1920 KPD, ab Anfang 1922 USPD, ab September 1922 SPD |
| Alexander Pohlmann                  | 1865–1952   | DDP                                                         | 10 (Oppeln)                    | Mandat nach der Neuwahl im Wahlkreis 10 am 19. November 1922 erloschen |
| August Ponschab                     | 1869–1944   | BVP                                                         | 27 (Oberbayern-Schwaben)       | |
| Karl Poppe                          | 1863–1932   | Zentrum                                                     | 13 (Thüringen)                 | |
| Friedrich Puchta                    | 1883–1945   | USPD                                                        | 33 (Chemnitz-Zwickau)          | ab September 1922 SPD |
| Alois Puschmann                     | 1882–1939   | Zentrum                                                     | 08 (Breslau)                   | ausgeschieden am 23. Februar 1921 |
| Reinhold Quaatz                     | 1876–1953   | DVP                                                         | Reichswahlvorschlag            | |
| Ludwig Quessel                      | 1872–1931   | SPD                                                         | 22 (Hessen-Darmstadt)          | |
| Gustav Radbruch                     | 1878–1949   | SPD                                                         | Reichswahlvorschlag            | |
| Arthur Raschke                      | 1883–1967   | Zentrum                                                     | 16 (Weser-Ems)                 | eingetreten am 24. August 1922 für Abg. Hagemann |
| Hans Rauch                          | 1876–1936   | BVP                                                         | 27 (Oberbayern-Schwaben)       | eingetreten am 13. März 1923 für Abg. Mayer (Schwaben) |
| Hans von Raumer                     | 1870–1965   | DVP                                                         | 02 (Berlin)                    | |
| Magnus Rauschmayr                   | 1875–1928   | BBB                                                         | Reichswahlvorschlag            | |
| Gustav Raute                        | 1859–1946   | USPD                                                        | 12 (Merseburg)                 | ab September 1922 SPD |
| Arno von Rehbinder                  | 1879–1957   | Zentrum                                                     | Reichswahlvorschlag            | eingetreten nach der Neuwahl in den Wahlkreisen 1 (Ostpreußen) und 14 (Schleswig-Holstein) am 7. März 1921 |
| Hermann Reich                       | 1886–1955   | USPD                                                        | 15 (Hamburg)                   | ab Ende 1920 KPD, September 1921 Austritt, November 1922 Hospitant der KPD-Fraktion, später Mitglied der SPD-Fraktion                                                                                               |
| Jakob Wilhelm Reichert              | 1885–1948   | DNVP                                                        | 31 (Dresden-Bautzen)           | |
| Paul Reißhaus                       | 1855–1921   | SPD                                                         | 13 (Thüringen)                 | verstorben am 5. September 1921 |
| Johanne Reitze                      | 1878–1949   | SPD                                                         | 15 (Hamburg)                   | |
| Hermann Remmele                     | 1880–1939   | USPD                                                        | 34 (Württemberg)               | ab Dezember 1920 KPD |
| Werner Freiherr von Rheinbaben      | 1878–1975   | DVP                                                         | 08 (Breslau)                   | |
| Anton Rheinländer                   | 1866–1928   | Zentrum                                                     | 20 (Westfalen-Süd)             | |
| Adolf Richter                       | 1881–1928   | DNVP                                                        | 01 (Ostpreußen)                | ausgeschieden nach der Neuwahl im Wahlkreis 1 am 20. Februar 1921 |
| Max Richter                         | 1887–1978   | DVP                                                         | 13 (Thüringen)                 | |
| Lorenz Riedmiller                   | 1880–1960   | SPD                                                         | 35 (Baden)                     | |
| Heinrich Rieke                      | 1843–1922   | SPD                                                         | 18 (Süd-Hannover-Braunschweig) | verstorben am 21. Juli 1922 |
| Carl Rieseberg                      | 1869–1950   | DNVP                                                        | 11 (Magdeburg)                 | |
| Jakob Riesser                       | 1853–1932   | DVP                                                         | 21 (Hessen-Nassau)             | |
| Heinrich Rippler                    | 1866–1934   | DVP                                                         | Reichswahlvorschlag            | |
| Paul Ristau                         | 1876–1961   | USPD                                                        | 31 (Dresden-Bautzen)           | ab September 1922 SPD |
| Gustav Roesicke                     | 1856–1924   | DNVP                                                        | Reichswahlvorschlag            | verstorben am 25. Februar 1924 |
| Julius Rosemann                     | 1878–1933   | USPD                                                        | 25 (Düsseldorf-Ost)            | ab September 1922 SPD |
| Kurt Rosenfeld                      | 1877–1943   | USPD                                                        | 13 (Thüringen)                 | ab September 1922 SPD |
| Heinrich Runkel                     | 1862–1938   | DVP                                                         | 14 (Schleswig-Holstein)        | |
| Elfriede Ryneck                     | 1872–1951   | SPD                                                         | 03 (Potsdam II)                | |
| Karl Ryssel                         | 1869–1939   | USPD                                                        | 32 (Leipzig)                   | ab September 1922 SPD |
| Paul Sauerbrey                      | 1876–1932   | USPD                                                        | 25 (Düsseldorf-Ost)            | ab September 1922 SPD |
| Philipp Scheidemann                 | 1865–1939   | SPD                                                         | 21 (Hessen-Nassau)             | |
| Martin Schiele                      | 1870–1939   | DNVP                                                        | 11 (Magdeburg)                 | |
| Eugen Schiffer                      | 1860–1954   | DDP                                                         | 11 (Magdeburg)                 | |
| Minna Schilling                     | 1877–1943   | SPD                                                         | 33 (Chemnitz-Zwickau)          | |
| Karl Schimmelpfennig                | 1882–1937   | DNVP                                                        | 06 (Pommern)                   | |
| Johannes Schirmer                   | 1877–1950   | USPD                                                        | 31 (Dresden-Bautzen)           | ab September 1922 SPD |
| Carl Schirmer                       | 1864–1942   | BVP                                                         | 29 (Franken)                   | |
| Peter Schlack                       | 1875–1957   | Zentrum                                                     | 25 (Düsseldorf-Ost)            | |
| Alexander Schlicke                  | 1863–1940   | SPD                                                         | Reichswahlvorschlag            | |
| Robert Schmidt                      | 1864–1943   | SPD                                                         | Reichswahlvorschlag            | |
| Georg Schmidt                       | 1875–1946   | SPD                                                         | 06 (Pommern)                   | |
| Richard Schmidt                     | 1871–1945   | SPD                                                         | 31 (Dresden-Bautzen)           | |
| Otto Schmidt                        | 1878–1947   | DNVP                                                        | 06 (Pommern)                   | |
| Karl von Schoch                     | 1863–1940   | DVP                                                         | Reichswahlvorschlag            | |
| Georg Schöpflin                     | 1869–1954   | SPD                                                         | 35 (Baden)                     | |
| Ernst Scholz                        | 1874–1932   | DVP                                                         | 01 (Ostpreußen)                | eingetreten nach der Neuwahl im Wahlkreis 1 am 7. März 1921 |
| Maria Schott                        | 1878–1947   | DNVP                                                        | 04 (Potsdam I)                 | eingetreten am 5. März 1923 für Abg. Ebersbach |
| Carl Schreck                        | 1873–1956   | SPD                                                         | 19 (Westfalen-Nord)            | |
| D. Georg Schreiber                  | 1882–1963   | Zentrum                                                     | 19 (Westfalen-Nord)            | |
| Adele Schreiber-Krieger             | 1872–1957   | SPD                                                         | 09 (Liegnitz)                  | |
| Louise Schroeder                    | 1887–1957   | SPD                                                         | 14 (Schleswig-Holstein)        | |
| Hermann Schröter                    | 1872–1954   | DNVP                                                        | 09 (Liegnitz)                  | |
| Clara Schuch                        | 1879–1936   | SPD                                                         | 02 (Berlin)                    | |
| Walther Schücking                   | 1875–1935   | DDP                                                         | 21 (Hessen-Nassau)             | |
| Otto Schuldt                        | 1877–1948   | DDP                                                         | Reichswahlvorschlag            | |
| Karl-Anton Schulte                  | 1873–1948   | Zentrum                                                     | 08 (Breslau)                   | eingetreten am 5. März 1921 für Abg. Puschmann |
| Georg Schultz                       | 1860–1945   | DNVP                                                        | Reichswahlvorschlag            | |
| Heinrich Schulz                     | 1872–1932   | SPD                                                         | Reichswahlvorschlag            | |
| Berta Schulz                        | 1878–1950   | SPD                                                         | 20 (Westfalen-Süd)             | |
| Hermann Schulz                      | 1872–1929   | SPD                                                         | Westpreußen                    | ausgeschieden nach der Neuwahl im Wahlkreis 1 (Ostpreußen) am 20. Februar 1921; Wahlkreis 1 (Ostpreußen), eingetreten am 7. Dezember 1923 für Abg. Seemann als Abg. Schulz (Königsberg)                             |
| Paul Schulz-Gahmen                  | 1867–1941   | Zentrum                                                     | 20 (Westfalen-Süd)             | |
| Paul Schulze                        | 1883–1966   | DNVP                                                        | Reichswahlvorschlag            | eingetreten nach der Neuwahl in den Wahlkreisen 1 (Ostpreußen) und 14 (Schleswig-Holstein) am 7. März 1921 |
| Oswald Schumann                     | 1865–1939   | SPD                                                         | 05 (Frankfurt a. O.)           | |
| Adolf Schwarz                       | 1883–1932   | USPD                                                        | 35 (Baden)                     | ab September 1922 SPD |
| Jean Albert Schwarz                 | 1873–1957   | Zentrum                                                     | 21 (Hessen-Nassau)             | |
| Rudolf Schwarzer                    | 1879–1965   | BVP                                                         | 27 (Oberbayern-Schwaben)       | |
| Friedrich Seemann                   | 1875–1960   | SPD                                                         | 01 (Ostpreußen)                | eingetreten nach der Neuwahl im Wahlkreis 1 am 7. März 1921, ausgeschieden am 5. Dezember 1923 |
| Friedrich Seger                     | 1867–1928   | USPD                                                        | 32 (Leipzig)                   | ab September 1922 SPD |
| Theodor Seibert                     | 1870–1936   | DVP                                                         | 21 (Hessen-Nassau)             | |
| Bruno Seibt                         | 1856–1933   | Zentrum                                                     | 10 (Oppeln)                    | eingetreten am 28. September 1922 für Abg. Szczeponik, Mandat nach der Neuwahl im Wahlkreis 10 am 19. November 1922 erloschen                                                                                       |
| Hans Seidel                         | 1880–1959   | USPD                                                        | 29 (Franken)                   | ab September 1922 SPD |
| Friedrich Wilhelm Semmler           | 1860–1931   | DNVP                                                        | 08 (Breslau)                   | |
| Tony Sender                         | 1888–1964   | USPD                                                        | 21 (Hessen-Nassau)             | ab September 1922 SPD |
| Max Seppel                          | 1881–1954   | SPD                                                         | 08 (Breslau)                   | |
| Carl Severing                       | 1875–1952   | SPD                                                         | 19 (Westfalen-Nord)            | |
| Otto Sidow                          | 1857–1927   | SPD                                                         | 04 (Potsdam I)                 | |
| Hermann Siebold                     | 1873–1951   | SPD                                                         | 32 (Leipzig)                   | eingetreten am 13. September 1922 für Abg. Pinkau |
| Ernst Siehr                         | 1869–1945   | DDP                                                         | 01 (Ostpreußen)                | ausgeschieden nach der Neuwahl im Wahlkreis 1 am 20. Februar 1921 |
| Carl-Friedrich von Siemens          | 1872–1941   | DDP                                                         | 02 (Berlin)                    | |
| Carl Sievers                        | 1867–1925   | DHP                                                         | 17 (Ost-Hannover)              | |
| Hermann Silberschmidt               | 1866–1927   | SPD                                                         | 11 (Magdeburg)                 | |
| Joseph Simon                        | 1865–1949   | USPD                                                        | 29 (Franken)                   | ab September 1922 SPD |
| Georg Simon                         | 1872–1944   | SPD                                                         | 27 (Oberbayern-Schwaben)       | |
| Josef Sinn                          | 1868–1929   | Zentrum                                                     | 23 (Köln-Aachen)               | eingetreten am 2. Juni 1922 für Abg. Nacken |
| Hans Sivkovich                      | 1881–1968   | DDP                                                         | 07 (Mecklenburg)               | eingetreten am 18. Dezember 1920 für Abg. Stubmann |
| Fritz Soldmann                      | 1878–1945   | USPD                                                        | 29 (Franken)                   | ab September 1922 SPD |
| Wilhelm Sollmann                    | 1881–1951   | SPD                                                         | 23 (Köln-Aachen)               | |
| Kurt Sorge                          | 1855–1928   | DVP                                                         | 31 (Dresden-Bautzen)           | |
| Peter Spahn                         | 1846–1925   | Zentrum                                                     | Reichswahlvorschlag            | |
| Anton Spetzler                      | 1869–1934   | DVP                                                         | 06 (Pommern)                   | eingetreten nach der Wiederholungswahl am 26. Juli 1920 |
| Karl Spiegel                        | 1868–1932   | SPD                                                         | 20 (Westfalen-Süd)             | eingetreten am 29. April 1922 für Abg. Hue |
| Wilhelm Staab                       | 1863–1933   | USPD                                                        | 04 (Potsdam I)                 | ab September 1922 SPD |
| Friedrich Stampfer                  | 1874–1957   | SPD                                                         | Reichswahlvorschlag            | |
| Adam Stegerwald                     | 1874–1945   | Zentrum                                                     | 19 (Westfalen-Nord)            | |
| Willy Steinkopf                     | 1885–1953   | SPD                                                         | Reichswahlvorschlag            | |
| Johannes Stelling                   | 1877–1933   | SPD                                                         | 07 (Mecklenburg)               | |
| Hugo Stinnes                        | 1870–1924   | DVP                                                         | Reichswahlvorschlag            | |
| Walter Stoecker                     | 1891–1939   | USPD                                                        | 26 (Düsseldorf-West)           | ab Ende 1920 KPD |
| Otto Stolten                        | 1853–1928   | SPD                                                         | 15 (Hamburg)                   | |
| D. Hermann Strathmann               | 1882–1966   | DNVP                                                        | 29 (Franken)                   | |
| Georg Streiter                      | 1884–1945   | DVP                                                         | Reichswahlvorschlag            | Mandat nach der Wiederholungswahl am 26. Juli 1920 erledigt; Reichswahlvorschlag, erneut eingetreten nach der Neuwahl in den Wahlkreisen 1 (Ostpreußen) und 14 (Schleswig-Holstein) am 7. März 1921                 |
| Gustav Stresemann                   | 1878–1929   | DVP                                                         | 03 (Potsdam II)                | |
| Peter Stubmann                      | 1876–1962   | DDP                                                         | 07 (Mecklenburg)               | ausgeschieden am 10. Dezember 1920 |
| Daniel Stücklen                     | 1869–1945   | SPD                                                         | 33 (Chemnitz-Zwickau)          | |
| Thomas Szczeponik                   | 1860–1927   | Zentrum                                                     | 10 (Oppeln)                    | ausgeschieden am 31. August 1922 infolge des Erwerbs der polnischen Staatsbürgerschaft |
| Paul Taubadel                       | 1875–1937   | SPD                                                         | 09 (Liegnitz)                  | |
| Johanna Tesch                       | 1875–1945   | SPD                                                         | 21 (Hessen-Nassau)             | |
| Heinrich Teuber                     | 1872–1927   | USPD                                                        | 20 (Westfalen-Süd)             | ab Ende 1920 KPD, ab Anfang 1922 USPD, ab September 1922 SPD |
| Christine Teusch                    | 1888–1968   | Zentrum                                                     | 23 (Köln-Aachen)               | |
| Johannes Thabor                     | 1878–1949   | SPD                                                         | 26 (Düsseldorf-West)           | Mandat am 2. November 1920 für ungültig erklärt |
| Otto Thiel                          | 1884–1959   | DVP                                                         | Reichswahlvorschlag            | |
| Wendelin Thomas                     | 1884–1956   | USPD                                                        | 27 (Oberbayern-Schwaben)       | ab Ende 1920 KPD |
| Richard Thomsen                     | 1872–1932   | DNVP                                                        | 14 (Schleswig-Holstein)        | eingetreten nach der Neuwahl im Wahlkreis 14 am 7. März 1921 |
| Georg Thöne                         | 1867–1945   | SPD                                                         | 21 (Hessen-Nassau)             | |
| Peter Tremmel                       | 1874–1941   | Zentrum                                                     | 24 (Coblenz-Trier)             | |
| Cornelius Trieschmann               | 1875–1939   | DDP                                                         | 21 (Hessen-Nassau)             | eingetreten am 5. März 1921 für Abg. Frau Lüders |
| Karl Trimborn                       | 1854–1921   | Zentrum                                                     | 23 (Köln-Aachen)               | verstorben am 25. Juli 1921 |
| Wilhelm Tuch                        | 1866–1921   | DVP                                                         | 32 (Leipzig)                   | verstorben am 27. Mai 1921 |
| Carl Ulitzka                        | 1873–1953   | Zentrum                                                     | 10 (Oppeln)                    | |
| Carl Ulrich                         | 1853–1933   | SPD                                                         | 22 (Hessen-Darmstadt)          | |
| Hans Unterleitner                   | 1890–1971   | USPD                                                        | 27 (Oberbayern-Schwaben)       | ab September 1922 SPD |
| Christian Veltin                    | 1867–1952   | Zentrum                                                     | 24 (Coblenz-Trier)             | |
| Johann Vogel                        | 1881–1945   | SPD                                                         | 29 (Franken)                   | |
| Julius Vogel                        | 1888–1964   | DNVP                                                        | Reichswahlvorschlag            | eingetreten nach der Neuwahl in den Wahlkreisen 1 (Ostpreußen) und 14 (Schleswig-Holstein) am 7. März 1921 |
| Albert Vögler                       | 1877–1945   | DVP                                                         | 20 (Westfalen-Süd)             | |
| Wilhelm Vogt                        | 1854–1938   | Württembergischer Bauern- und Weingärtnerbund               | 34 (Württemberg)               | DNVP |
| Ewald Vogtherr                      | 1859–1923   | USPD                                                        | 06 (Pommern)                   | ab September 1922 SPD, verstorben am 13. Februar 1923 |
| Wilhelm Voß                         | 1879–1937   | USPD                                                        | 18 (Süd-Hannover-Braunschweig) | eingetreten am 30. Juni 1921 für Abg. Aderhold, später SPD |
| Marie Wackwitz                      | 1865–1930   | USPD                                                        | 12 (Merseburg)                 | ab Ende 1920 KPD, ab Anfang 1922 USPD, ab September 1922 SPD |
| Ludwig Waigand                      | 1866–1923   | SPD                                                         | 16 (Weser-Ems)                 | verstorben am 7. Januar 1923 |
| Felix Waldstein                     | 1865–1943   | DDP                                                         | 14 (Schleswig-Holstein)        | ausgeschieden nach der Neuwahl im Wahlkreis 14 am 20. Februar 1921 |
| Fritz Warmuth                       | 1870–1937   | DNVP                                                        | 05 (Frankfurt a. O.)           | |
| Paul Wegmann                        | 1889–1945   | USPD                                                        | 03 (Potsdam II)                | eingetreten am 10. Juli 1922 für Abg. Däumig |
| Luitpold Weilnböck                  | 1865–1944   | DNVP                                                        | 29 (Franken)                   | |
| Friedrich Weinhausen                | 1867–1925   | DDP                                                         | Westpreußen                    | ausgeschieden nach der Neuwahl im Wahlkreis 1 (Ostpreußen) am 20. Februar 1921 |
| Konrad Weiß                         | 1863–1943   | DDP                                                         | 29 (Franken)                   | |
| Franz Xaver Weixler                 | 1870–1939   | BVP                                                         | 27 (Oberbayern-Schwaben)       | eingetreten am 24. Mai 1922 für Abg. Jaud |
| Otto Wels                           | 1873–1939   | SPD                                                         | 05 (Frankfurt a. O.)           | |
| Kuno Graf von Westarp               | 1864–1945   | DNVP                                                        | 03 (Potsdam II)                | |
| Heinrich Westermann                 | 1855–1925   | DVP                                                         | 20 (Westfalen-Süd)             | |
| Karl Wiebel                         | 1866–1921   | DNVP                                                        | Reichswahlvorschlag            | verstorben am 26. Mai 1921 |
| Franz Wieber                        | 1858–1933   | Zentrum                                                     | 26 (Düsseldorf-West)           | |
| Philipp Wieland                     | 1863–1949   | DDP                                                         | 34 (Württemberg)               | |
| Erich Wienbeck                      | 1876–1949   | DNVP                                                        | 18 (Süd-Hannover-Braunschweig) | |
| August Winnefeld                    | 1877–1947   | DVP                                                         | 20 (Westfalen-Süd)             | |
| Joseph Wirth                        | 1879–1956   | Zentrum                                                     | 35 (Baden)                     | |
| Rudolf Wissell                      | 1869–1962   | SPD                                                         | 04 (Potsdam I)                 | |
| Edgar Wolf                          | 1882–1945   | DNVP                                                        | 10 (Oppeln)                    | eingetreten am 5. Dezember 1922 nach der Neuwahl im Wahlkreis 10 |
| Theodor Wolff                       | 1875–1923   | SPD                                                         | 01 (Ostpreußen)                | ausgeschieden nach der Neuwahl im Wahlkreis 1 am 20. Februar 1921 |
| Frida Wulff                         | 1876–1952   | USPD                                                        | 04 (Potsdam I)                 | ab September 1922 SPD |
| Reinhold Wulle                      | 1882–1950   | DNVP                                                        | 03 (Potsdam II)                | |
| Johannes Wunderlich                 | 1876–1935   | DVP                                                         | 32 (Leipzig)                   | eingetreten am 31. Mai 1921 für Abg. Tuch |
| Mathilde Wurm                       | 1874–1935   | USPD                                                        | 13 (Thüringen)                 | ab September 1922 SPD |
| Albert Zapf                         | 1870–1940   | DVP                                                         | 30 (Pfalz)                     | |
| Constantin Zawadzki                 | 1866–1944   | Zentrum                                                     | 10 (Oppeln)                    | Mandat nach der Neuwahl im Wahlkreis 10 am 19. November 1922 erloschen |
| Bruno Zeschke                       | 1881–1967   | DVP                                                         | 05 (Frankfurt a. O.)           | |
| Clara Zetkin                        | 1857–1933   | KPD                                                         | 33 (Chemnitz-Zwickau)          | |
| Paul Ziegler                        | 1871–1945   | DDP                                                         | 20 (Westfalen-Süd)             | |
| Anna Ziegler                        | 1882–1942   | USPD                                                        | 34 (Württemberg)               | ab September 1922 SPD |
| Luise Zietz                         | 1865–1922   | USPD                                                        | 02 (Berlin)                    | verstorben am 27. Januar 1922 |
| Alois Zipper                        | 1875–1932   | Zentrum                                                     | 10 (Oppeln)                    | eingetreten am 5. Dezember 1922 nach der Neuwahl im Wahlkreis 10 |
| Karl Zörgiebel                      | 1878–1961   | SPD                                                         | 24 (Coblenz-Trier)             | |
| Fritz Zubeil                        | 1848–1926   | USPD                                                        | 03 (Potsdam II)                | ab September 1922 SPD |